# 王崇 (扶平侯)
王崇（前1世纪—3年），字德礼，西汉大臣，琅琊郡皋虞县（今青岛市即墨区东北部）人，王吉之孙，御史大夫王骏之子。

## 生平
历任刺史、郡守，有治绩。汉哀帝之时，为河南郡太守、御史大夫、大司农、卫尉左将军。汉平帝即位，继彭宣任大司空，封扶平侯。
后来称病以避王莽，就国後被傅婢毒害。

## 家庭
- 父亲：王骏
- 母亲：贡□
- 弟弟：王游
- 妻子：解□
- 长子：王遵，儿媳：师□